# Longitarsus cerinthes
Longitarsus cerinthes es una especie de insecto coleóptero de la familia Chrysomelidae. Fue descrita científicamente en 1798 por Schrank.